# السبعة وأربعين
السبعة وأربعين بلدة تقع جنوب محافظة الحسكة في شمال سوريا. تتبع البلدة إدارياً لناحية الشدادي ضمن منطقة مركز الحسكة. بلغ عدد سكانها 14,177، وفقاً لإحصائيات أجريت عام 2004. 